# Barry Hoban
Barry Hoban   (Wakefield, 5 de febrer de 1940 - 19 d'abril de 2025) fou un ciclista anglès, que fou professional entre 1964 i 1981. Junt a David Millar i Geraint Thomas és el ciclista britànic que més vegades ha finalitzat el Tour de França, amb 11 de les 12 participacions que disputà entre 1965 i 1978. També va ser el primer britànic a guanyar dues etapes consecutives del Tour, fita posteriorment igualada per Mark Cavendish el 2008, 2009 i 2010 i Geraint Thomas el 2018.

## Inicis
Hoban va començar a córrer en bicicleta el 1955, i a final d'any ja competia contra Tom Simpson en contrarellotges individuals. Tot i que al començament de la seva carrera destacà com a escalador, amb el pas dels anys s'especialitzà, sobretot, en els esprints, arribant a ser un dels millors esprínters del moment.
Com a ciclista amateur guanyà el Campionat de la Gran Bretanya de persecució el 1960 i 1961. Aquest darrer any també guanyà el Campionat britànic de Contrarellotge individual de 50 milles.
Inspirat pels èxits europeus de Brian Robinson i Tom Simpson, Hoban va marxar a França el 1962, convertint-se al professionalisme dos anys més tard. En el seu palmarès destaquen vuit etapes al Tour de França, dues a la Volta a Espanya, així com la Gant-Wevelgem de 1974.
El 2009 fou inclòs al British Cycling Hall of Fame.

## Palmarès
- 1964
  - Vencedor de 2 etapes de la Volta a Espanya
  - Vencedor d'una etapa del Midi-Libre
- 1966
  - 1r al Gran Premi de Frankfurt
  - 1r del Premi d'Oostkamp
- 1967
  - Vencedor d'una etapa del Tour de França
  - 1r del Premi de Callace
  - 1r del Premi de Château-Chinon
- 1968
  - Vencedor d'una etapa del Tour de França
- 1969
  - Vencedor de 2 etapes del Tour de França
  - Vencedor d'una etapa dels Quatre dies de Dunkerque
  - 1r del Premi de Cleethorpes
- 1970
  - 1r del Gran Premi de Vaux
  - 1r del Trofeu de Manx
  - 1r del Premi de Woodstock
  - Vencedor d'una etapa dels Quatre dies de Dunkerque
- 1971
  - 1r del Gran Premi de Fourmies
  - Vencedor d'una etapa dels Quatre dies de Dunkerque
- 1973
  - Vencedor de 2 etapes del Tour de França
- 1974
  - 1r de la Gant-Wevelgem
  - 1r de la París-Bourges
  - 1r del Premi de Meaux
  - Vencedor d'una etapa del Tour de França
  - Vencedor de 2 etapes del Midi-Libre
  - Vencedor d'una etapa del Tour d'Indre-et-Loire
  - Vencedor d'una etapa del Tour de l'Audé
- 1975
  - Vencedor d'una etapa del Tour de França
- 1978
  - Vencedor d'una etapa dels Quatre dies de Dunkerque
- 1979
  - 1r de la Londres-Bradford
- 1980
  - 1r del Gran Premi de Manchester

### Resultats al Tour de França
- 1964. 65è de la classificació general
- 1967. 62è de la classificació general. Vencedor d'una etapa
- 1968. 33è de la classificació general. Vencedor d'una etapa
- 1969. 67è de la classificació general. Vencedor de 2 etapes
- 1970. Abandona (6a etapa)
- 1971. 41è de la classificació general
- 1972. 70è de la classificació general
- 1973. 43è de la classificació general. Vencedor de 2 etapes
- 1974. 37è de la classificació general. Vencedor d'una etapa. 1r de la Classificació dels esprints intermedis
- 1975. 68è de la classificació general. Vencedor d'una etapa
- 1977. 41è de la classificació general
- 1978. 65è de la classificació general

### Resultats a la Volta a Espanya
- 1964. 29è de la classificació general. Vencedor de 2 etapes
- 1965. 47è de la classificació general
- 1967. Abandona (6a etapa)